# Klepp Kvinner Elite
Klepp Kvinner Elite – kobieca sekcja piłki nożnej norweskiego klubu sportowego Klepp IL, mający siedzibę we wsi Kleppe, w południowo-zachodniej części kraju, występujący w latach 1985–2021 w rozgrywkach Toppserien. 

## Historia
Chronologia nazw:
- 1980: Klepp IL Kvinner
- 2005: Klepp Kvinner Elite

Kobieca drużyna piłkarska Klepp IL Kvinner została założona w miejscowości Kleppe w 1980 roku jako sekcja klubu sportowego Klepp IL. Klub przystąpił do rozgrywek o Puchar Norwegii oraz początkowo występował w turniejach lokalnych, tak jak oficjalne ogólnokrajowe mistrzostwa rozpoczęto dopiero w 1984 roku. W sezonie 1985 zespół startował w rozgrywkach 1. divisjon, zajmując 4.miejsce w grupie Vestlandet. W następnym sezonie zwyciężył w grupie Vestlandet, ale potem w półfinale został pokonany 3:4 przez przyszłego mistrza Sprint/Jeløy i tym samym podzielił się brązem z IK Grand Bodø, ponieważ nie rozegrano żadnego meczu o trzecie miejsce. W sezonie 1987 cztery grupy pierwszej dywizji zostały połączone, a klub zdobył historyczne mistrzostwo kraju. W 1989 po raz pierwszy zdobył Puchar kraju. W 2006 zespół zajął przedostatnie 9.miejsce i potem był zmuszony walczyć o utrzymanie w lidze. W barażach pokonał 1:0 i 4:0 klub Manglerud/Star i uniknął spadku. Na początku XXI wieku klub przyjął nazwę Klepp Kvinner Elite. W 2021 zespół zajął ostatnie 10.miejsce w tabeli i po 37 latach bez przerw gry na najwyższym poziomie spadł do 1. divisjon. Po dwóch latach gry na zapleczu elitarnej dywizji w 2023 znów zaliczył spadek do 2. divisjon.

## Barwy klubowe, strój, herb, hymn
|  |  |

Klub ma barwy zielono-białe. Piłkarki domowe spotkania zazwyczaj grają w zielonych koszulkach, zielonych spodenkach oraz zielonych getrach.

## Sukcesy

### Trofea międzynarodowe
Do chwili obecnej klub jeszcze nigdy nie zakwalifikował się do rozgrywek europejskich.

### Trofea krajowe
| \| \| Zdobyte trofea w rozgrywkach Norwegii (stan na: 31-12-2023) \| |                                                             |      |                                               |
| Rozgrywki                                                            | Osiągnięcie                                                 | Razy | Sezon(y)                                      |
| Mistrzostwo                                                          | I miejsce                                                   | 1    | 1987                                          |
| Mistrzostwo                                                          | II miejsce                                                  | 2    | 1988, 2018                                    |
| Mistrzostwo                                                          | III miejsce                                                 | 6    | 1986 (wspólnie), 1989, 1990, 1997, 1999, 2019 |
| Puchar                                                               | zdobywca                                                    | 1    | 1989                                          |
| Puchar                                                               | finalista                                                   | 3    | 1987, 1996, 1997                              |
| II liga                                                              | I miejsce                                                   | 0    |                                               |
| II liga                                                              | II miejsce                                                  | 0    |                                               |
| II liga                                                              | III miejsce                                                 | 0    |                                               |
| II liga                                                              | 6.miejsce                                                   | 1    | 2022                                          |
| Norwegia                                                             | Zdobyte trofea w rozgrywkach Norwegii (stan na: 31-12-2023) |      |                                               |

## Poszczególne sezony

### Rozgrywki międzynarodowe

#### Europejskie puchary
Do 2024 roku klub nie uczestniczył w rozgrywkach europejskich.

### Rozgrywki krajowe
| \| Norwegia \| Bilans występów klubu w rozgrywkach piłkarskich Norwegii (Stan na 31 grudnia 2023 r.) \| \| |                                                                                       |        |       |   |   |   |    |    |     |           |        |        |      |
| Poziom | Rozgrywki                                                                             | Sezony | Mecze | Z | R | P | B+ | B– | Pkt | Lata      | Awanse | Spadki | Naj. |
| I | 1. divisjon / Eliteserien / Toppserien                                                | 37     |       |   |   |   |    |    |     | 1985–2021 | 0      | 1      | 1    |
| II | 2. divisjon / 1. divisjon                                                             | 2      |       |   |   |   |    |    |     | 2022–2023 | 0      | 1      | 6    |
| III | 3. divisjon / 2. divisjon                                                             | 1      |       |   |   |   |    |    |     | od 2024   | 0      | 0      |      |
| | Puchar Norwegii                                                                       | 39     |       |   |   |   |    |    |     | od 1981   | 0      | 0      | 1    |
| Norwegia                                                                                                   | Bilans występów klubu w rozgrywkach piłkarskich Norwegii (Stan na 31 grudnia 2023 r.) |        |       |   |   |   |    |    |     |           |        |        |      |

## Piłkarki, trenerzy, prezydenci i właściciele klubu

### Piłkarki

#### Aktualny skład zespołu
Stan na 23.03.2023:
| Nr | Poz. | Piłkarz              |
| -- | ---- | -------------------- |
| 2  | OB   | Nikola Orgill        |
| 6  | OB   | Marte Gjellan Leine  |
| 8  | PO   | Marie Hella Andresen |
| 9  | NA   | Olivia Nguyen        |
| 12 | OB   | Halene Broch         |
| 14 | PO   | Mille Aune           |
| 16 | PO   | Sofie Bjørnsen       |
| 19 | NA   | Hege Hansen          |

| Nr | Poz. | Piłkarz                      |
| -- | ---- | ---------------------------- |
| 20 | OB   | Anette Snørteland Jensen     |
| 21 | OB   | Kaja Karlsen                 |
| 24 | NA   | Ingeborg Lye Skretting       |
| 25 | OB   | Susanne Vistnes              |
| 26 | PO   | Miriam Byberg                |
| 28 | PO   | Julie Austdal                |
| 30 | NA   | Madeleine Hille Mellemstrand |
| 33 | PO   | Tilja Ellingsen              |
| 41 | BR   | Amalie Reed Kolnes           |

### Trenerzy
...
- 01.01.2017–18.11.2019:  Olli Harder
- 18.11.2019–02.08.2021:  Nick Loftus
- 02.08.2021–06.06.2023:  Owe Salvesen
- od 06.06.2023:  Ove Sele

## Struktura klubu

### Stadion
Drużyna rozgrywa swoje mecze domowe w Kleppe na stadionie Klepp stadion, który może pomieścić 3.000 widzów.

## Kibice i rywalizacja z innymi klubami

### Derby
- Brann
- Nymark
- Viking